# Румянцев, Леонид Дмитриевич
Леони́д Дми́триевич Румя́нцев (23 февраля (8 марта) 1916, Москва — 23 июня 1985, Москва) — советский футболист, играл на позиции нападающего.
Прежде всего известный по выступлениям за «Спартак» (Москва) в довоенный период, в составе которого стал лучшим бомбардиром чемпионата СССР 1937 года.

## Игровая карьера
Воспитанник команды «Пролетарка» (Москва), за которую выступал на протяжении 1930-1934 годов. В 1935 году выступал за молодежную команду «Спартака» (Москва). Во взрослом футболе дебютировал в 1936 году выступлениям за «Спартак» (Москва), цвета которого и защищал на протяжении всей своей карьеры, которая длилась пять лет. В составе московского «Спартака» был одним из главных бомбардиров команды, имея среднюю результативность на уровне 0,33 гола за игру первенства. А в сезоне 1937 года он вместе с Василием Смирновым и Борисом Пайчадзе стал лучшим бомбардиром Чемпионата СССР с 8 голами. Забил 50-й гол «Спартака» 6-го октября 1937 года в ворота московского Металлурга.
В 1937 году участвовал в матчах против сборной Басконии, провёл один матч за сборную Минска против басков (1:6).
Умер 23 июня 1985 года на 70-м году жизни в Москве.

## Достижения
- Чемпион СССР 1936 (осень) 1938, и 1939 годов.
- Лучший бомбардир чемпионата СССР 1937 года.